# Roman Lukeš
Roman Lukeš (ur. 1973) – czechosłowacki i czeski skoczek narciarski, mistrz świata juniorów w drużynie w 1991 roku.
7 marca 1991 w niemieckim Reit im Winkl zdobył tytuł drużynowego mistrza świata juniorów. Zwycięstwo odniósł wraz z Milanem Kučerą, Tomášem Goderem i Davidem Jiroutkiem.
Ponadto startował w zawodach Pucharu Świata, jednak ani razu nie zdołał zdobyć punktów do klasyfikacji. W klasyfikacji generalnej Pucharu Kontynentalnego w sezonie 1991/1992 zajął 51. miejsce z dorobkiem 15 punktów.

## Mistrzostwa świata juniorów
- Indywidualnie
  - 1991  Reit im Winkl – 8. miejsce
- Drużynowo
  - 1991  Reit im Winkl – złoty medal[a]

## Puchar Świata

### Miejsca w poszczególnych konkursach indywidualnychPucharu Świata
| Źródło                                                                                       | Źródło      | Źródło      | Źródło      | Źródło     | Źródło                 | Źródło                 | Źródło                 | Źródło        | Źródło        | Źródło          | Źródło          | Źródło          | Źródło | Źródło      | Źródło       | Źródło    | Źródło    | Źródło | Źródło          | Źródło  | Źródło              | Źródło | Źródło | Źródło | Źródło | Źródło | Źródło | Źródło | Źródło | Źródło | Źródło | Źródło | Źródło | Źródło | Źródło | Źródło | Źródło | Źródło | Źródło | Źródło | Źródło | Źródło | Źródło | Źródło | Źródło | Źródło | Źródło | Źródło | Źródło |
| -------------------------------------------------------------------------------------------- | ----------- | ----------- | ----------- | ---------- | ---------------------- | ---------------------- | ---------------------- | ------------- | ------------- | --------------- | --------------- | --------------- | ------ | ----------- | ------------ | --------- | --------- | ------ | --------------- | ------- | ------------------- | ------ | ------ | ------ | ------ | ------ | ------ | ------ | ------ | ------ | ------ | ------ | ------ | ------ | ------ | ------ | ------ | ------ | ------ | ------ | ------ | ------ | ------ | ------ | ------ | ------ | ------ | ------ | ------ |
| Sezon 1990/1991                                                                              |             |             |             |            |                        |                        |                        |               |               |                 |                 |                 |        |             |              |           |           |        |                 |         |                     |        |        |        |        |        |        |        |        |        |        |        |        |        |        |        |        |        |        |        |        |        |        |        |        |        |        |        |        |
| Lake Placid                                                                                  | Lake Placid | Thunder Bay | Thunder Bay | Sapporo    | Sapporo                | Oberstdorf             | Garmisch-Partenkirchen | Innsbruck     | Bischofshofen | Oberhof         | Bad Mitterndorf | Bad Mitterndorf | Lahti  | Lahti       | Bollnäs      | Falun     | Trondheim | Oslo   | Planica         | Planica | Szczyrbskie Jezioro | punkty |        |        |        |        |        |        |        |        |        |        |        |        |        |        |        |        |        |        |        |        |        |        |        |        |        |        |        |
| -                                                                                            | -           | -           | -           | -          | -                      | -                      | -                      | -             | -             | -               | -               | -               | -      | -           | -            | -         | -         | -      | -               | -       | 60                  | 0      |        |        |        |        |        |        |        |        |        |        |        |        |        |        |        |        |        |        |        |        |        |        |        |        |        |        |        |
| Sezon 1991/1992                                                                              |             |             |             |            |                        |                        |                        |               |               |                 |                 |                 |        |             |              |           |           |        |                 |         |                     |        |        |        |        |        |        |        |        |        |        |        |        |        |        |        |        |        |        |        |        |        |        |        |        |        |        |        |        |
| Thunder Bay                                                                                  | Thunder Bay | Sapporo     | Sapporo     | Oberstdorf | Garmisch-Partenkirchen | Innsbruck              | Bischofshofen          | Predazzo      | Sankt Moritz  | Engelberg       | Oberstdorf      | Oberstdorf      | Lahti  | Lahti       | Örnsköldsvik | Trondheim | Trondheim | Oslo   | MŚL – Harrachov | Planica | punkty              | punkty | punkty | punkty | punkty | punkty | punkty | punkty | punkty | punkty | punkty | punkty | punkty | punkty | punkty | punkty | punkty | punkty | punkty |        |        |        |        |        |        |        |        |        |        |
| -                                                                                            | -           | -           | -           | -          | -                      | -                      | -                      | 41            | -             | -               | 39              | 38              | -      | -           | -            | -         | -         | -      | -               | -       | 0                   | 0      | 0      | 0      | 0      | 0      | 0      | 0      | 0      | 0      | 0      | 0      | 0      | 0      | 0      | 0      | 0      | 0      | 0      |        |        |        |        |        |        |        |        |        |        |
| Sezon 1992/1993                                                                              |             |             |             |            |                        |                        |                        |               |               |                 |                 |                 |        |             |              |           |           |        |                 |         |                     |        |        |        |        |        |        |        |        |        |        |        |        |        |        |        |        |        |        |        |        |        |        |        |        |        |        |        |        |
| Falun                                                                                        | Falun       | Ruhpolding  | Sapporo     | Sapporo    | Oberstdorf             | Garmisch-Partenkirchen | Innsbruck              | Bischofshofen | Predazzo      | Bad Mitterndorf | Bad Mitterndorf | Lahti           | Lahti  | Lillehammer | Oslo         | Planica   | punkty    | punkty | punkty          | punkty  | punkty              | punkty | punkty | punkty | punkty | punkty | punkty | punkty | punkty | punkty | punkty | punkty | punkty | punkty | punkty |        |        |        |        |        |        |        |        |        |        |        |        |        |        |
| -                                                                                            | -           | -           | -           | -          | -                      | -                      | -                      | -             | -             | 34              | -               | -               | -      | -           | -            | -         | 0         | 0      | 0               | 0       | 0                   | 0      | 0      | 0      | 0      | 0      | 0      | 0      | 0      | 0      | 0      | 0      | 0      | 0      | 0      |        |        |        |        |        |        |        |        |        |        |        |        |        |        |
| Legenda (do sezonu 1992/1993)                                                                |             |             |             |            |                        |                        |                        |               |               |                 |                 |                 |        |             |              |           |           |        |                 |         |                     |        |        |        |        |        |        |        |        |        |        |        |        |        |        |        |        |        |        |        |        |        |        |        |        |        |        |        |        |
| 1 2 3 4-10 11-15 poniżej 15 q – zawodnik nie zakwalifikował się - – zawodnik nie wystartował |             |             |             |            |                        |                        |                        |               |               |                 |                 |                 |        |             |              |           |           |        |                 |         |                     |        |        |        |        |        |        |        |        |        |        |        |        |        |        |        |        |        |        |        |        |        |        |        |        |        |        |        |        |

## Puchar Kontynentalny

### Miejsca w klasyfikacji generalnej
| Sezon     | Miejsce |
| --------- | ------- |
| 1991/1992 | 51.     |

### Miejsca w poszczególnych konkursachPucharu Kontynentalnego
| Źródło                                                                        | Źródło      | Źródło         | Źródło      | Źródło  | Źródło       | Źródło      | Źródło  | Źródło    | Źródło    | Źródło    | Źródło    | Źródło   | Źródło    | Źródło           | Źródło     | Źródło     | Źródło        | Źródło        | Źródło    | Źródło    | Źródło           | Źródło  | Źródło  | Źródło | Źródło   | Źródło   | Źródło              | Źródło              | Źródło | Źródło | Źródło | Źródło    | Źródło | Źródło | Źródło | Źródło | Źródło | Źródło | Źródło | Źródło | Źródło | Źródło | Źródło | Źródło | Źródło | Źródło | Źródło | Źródło | Źródło | Źródło | Źródło | Źródło | Źródło | Źródło | Źródło | Źródło | Źródło | Źródło | Źródło |        |
| ----------------------------------------------------------------------------- | ----------- | -------------- | ----------- | ------- | ------------ | ----------- | ------- | --------- | --------- | --------- | --------- | -------- | --------- | ---------------- | ---------- | ---------- | ------------- | ------------- | --------- | --------- | ---------------- | ------- | ------- | ------ | -------- | -------- | ------------------- | ------------------- | ------ | ------ | ------ | --------- | ------ | ------ | ------ | ------ | ------ | ------ | ------ | ------ | ------ | ------ | ------ | ------ | ------ | ------ | ------ | ------ | ------ | ------ | ------ | ------ | ------ | ------ | ------ | ------ | ------ | ------ | ------ | ------ |
| Sezon 1991/1992                                                               |             |                |             |         |              |             |         |           |           |           |           |          |           |                  |            |            |               |               |           |           |                  |         |         |        |          |          |                     |                     |        |        |        |           |        |        |        |        |        |        |        |        |        |        |        |        |        |        |        |        |        |        |        |        |        |        |        |        |        |        |        |        |
| Oberwiesenthal                                                                | Oberhof     | Courchevel     | Sankt Aegyd | Planica | Saalfelden   | Ruhpolding  | Liberec | Harrachov | Willingen | Willingen | La Molina | Szczyrk  | Schönwald | Titisee-Neustadt | Chamonix   | Le Brassus | Sprova        | Meldal        | Feldberg  | Feldberg  | punkty           | punkty  | punkty  | punkty | punkty   | punkty   | punkty              | punkty              | punkty | punkty | punkty | punkty    | punkty | punkty | punkty | punkty | punkty | punkty | punkty | punkty | punkty | punkty | punkty | punkty | punkty | punkty | punkty | punkty | punkty | punkty | punkty | punkty | punkty | punkty | punkty | punkty | punkty | punkty | punkty | punkty |
| -                                                                             | -           | 58             | -           | -       | -            | -           | 9       | 8         | -         | -         | -         | -        | -         | -                | -          | -          | -             | -             | -         | -         | 15               | 15      | 15      | 15     | 15       | 15       | 15                  | 15                  | 15     | 15     | 15     | 15        | 15     | 15     | 15     | 15     | 15     | 15     | 15     | 15     | 15     | 15     | 15     | 15     | 15     | 15     | 15     | 15     | 15     | 15     | 15     | 15     | 15     | 15     | 15     | 15     | 15     | 15     | 15     | 15     |
| Sezon 1993/1994                                                               |             |                |             |         |              |             |         |           |           |           |           |          |           |                  |            |            |               |               |           |           |                  |         |         |        |          |          |                     |                     |        |        |        |           |        |        |        |        |        |        |        |        |        |        |        |        |        |        |        |        |        |        |        |        |        |        |        |        |        |        |        |        |
| Lillehammer                                                                   | Lillehammer | Oberwiesenthal | Lauscha     | Wörgl   | Sankt Moritz | Sankt Aegyd | Gallio  | Sapporo   | Sapporo   | Willingen | Willingen | Ironwood | Ironwood  | Ruhpolding       | Saalfelden | Planica    | Iron Mountain | Iron Mountain | Ishpeming | Schönwald | Titisee-Neustadt | Calgary | Calgary | Zaō    | Zakopane | Zakopane | Szczyrbskie Jezioro | Szczyrbskie Jezioro | Sprova | Sprova | Ruka   | Rovaniemi | punkty |        |        |        |        |        |        |        |        |        |        |        |        |        |        |        |        |        |        |        |        |        |        |        |        |        |        |        |
| -                                                                             | -           | -              | 63          | -       | -            | -           | -       | -         | -         | -         | -         | -        | -         | -                | -          | -          | -             | -             | -         | -         | -                | -       | -       | -      | -        | -        | -                   | -                   | -      | -      | -      | -         | 0      |        |        |        |        |        |        |        |        |        |        |        |        |        |        |        |        |        |        |        |        |        |        |        |        |        |        |        |
| Legenda                                                                       |             |                |             |         |              |             |         |           |           |           |           |          |           |                  |            |            |               |               |           |           |                  |         |         |        |          |          |                     |                     |        |        |        |           |        |        |        |        |        |        |        |        |        |        |        |        |        |        |        |        |        |        |        |        |        |        |        |        |        |        |        |        |
| 1 2 3 4-10 11-30 poniżej 30 dq – dyskwalifikacja - – zawodnik nie wystartował |             |                |             |         |              |             |         |           |           |           |           |          |           |                  |            |            |               |               |           |           |                  |         |         |        |          |          |                     |                     |        |        |        |           |        |        |        |        |        |        |        |        |        |        |        |        |        |        |        |        |        |        |        |        |        |        |        |        |        |        |        |        |